# Casilde
Casilde  è un nome proprio di persona italiano femminile.

## Varianti
- Femminili: Casilda
- Maschili: Casildo[1]

### Varianti in altre lingue
- Asturiano: Casildra[2][3]
  - Maschili: Casildro[2]
- Basco: Kasilde[2][3]
  - Maschili: Kasilda[2]
- Catalano: Casilda[2]
  - Maschili: Casild[2]

- Polacco: Kasylda
- Portoghese: Cacilda
- Russo: Касильда (Kasil'da)
- Spagnolo: Casilda[2][3]
  - Maschili: Casildo[2]

## Origine e diffusione

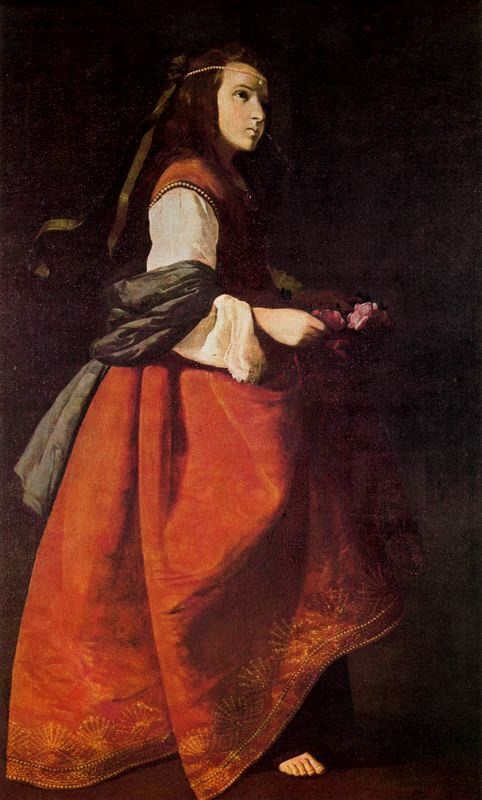
Santa Casilda dipinta da Francisco de Zurbarán

Riprende il nome di una santa vergine spagnola. La sua etimologia è incerta: alcune fonti lo ricollegano all'arabo قصيدة (qaṣīda, "poema" o "cantare"), con il possibile significato di "colei che canta", mentre altre propendono per un'origine germanica, ricollegandolo ai termini hathu e hild, entrambi significanti "battaglia", "combattimento" (una combinazione che tuttavia Förstemann non registra).
Nome di scarsissima diffusione in Italia, è invece più usato nella penisola Iberica.

## Onomastico
L'onomastico si festeggia il 9 aprile in memoria della già citata santa Casilda, figlia, secondo la leggenda, di un emiro musulmano, anacoreta presso Burgos, patrona di Toledo.

## Persone

### Variante Casilda
- Casilda Benegas Gallego, supercentenaria argentina
- Casilda Clemente, cestista dominicana
- Casilda de Silva, nobildonna spagnola
- Casilda Fernández de Henestrosa, nobildonna spagnola

## Il nome nelle arti
- Casilda è un personaggio dell'opera di Arthur Sullivan e William Schwenck Gilbert The Gondoliers, figlia della duchessa di Plaza-Toro che sposa il re di Barataria.
- Casilda è un personaggio del dramma di Victor Hugo Ruy Blas.
- Casilda è un personaggio del film del 1983 El sur, diretto da Víctor Erice.
- Casildo Font è un personaggio della telenovela Rebelde Way.